# Сельмер, Юхан
Юхан Петер Сельмер (норв. Johan Peter Selmer, в старых русских источниках Иоганн Зельмер; 20 января 1844, Кристиания — 21 июля 1910, Венеция) — норвежский композитор. Брат актёра Йенса Сельмера, дядя филолога Эрнста Сельмера.

## Биография
Начал учиться музыке в десятилетнем возрасте у Юхана Готфрида Конради, затем по настоянию семьи изучал юриспруденцию, но позднее вернулся к музыке и в 1869—1871 гг. учился в Парижской консерватории у Амбруаза Тома и Шарля Алексиса Шове; в парижский период испытал сильное влияние Гектора Берлиоза. На протяжении 1870-х гг. совершенствовался как композитор в Лейпциге под руководством Э. Ф. Э. Рихтера, в этот период вторым значительным влиянием на него стала музыка Рихарда Вагнера. В 1883—1886 гг. дирижировал публичными концертами в Осло, в дальнейшем значительную часть времени проводил в Германии и Франции, в 1890 году в Париже и Лейпциге был дружен с Фредериком Делиусом. По состоянию здоровья постепенно полностью отказался от выступлений и занимался только композицией.

## Творчество
Сельмеру принадлежит восемь оркестровых сочинений, более ста вокальных произведений, около полусотни хоров, фортепианные пьесы, — из них пронумерованных опусов 61, около половины из них были опубликованы германскими издательствами в Лейпциге и Гамбурге.
Первым заметным сочинением композитора стала «Траурная сцена» (фр. Scène funèbre; 1871, памяти жертв Франко-прусской войны), вдохновлённая стихотворным циклом Виктора Гюго «Грозный год»: Сельмер приложил к своему произведению «Пролог», составленный из отрывков цикла. В музыке этого произведения содержатся оригинальные вариации на тему Марсельезы. Сам Сельмер в дни Парижской коммуны, вместе с Раулем Пюньо, вошёл в состав комиссии по реорганизации парижской музыкальной жизни, и «Траурная сцена» должна была прозвучать в первом большом концерте революционной музыки, назначенном на 22 мая 1871 года; 20 мая пьеса была исполнена на репетиции, но 21-го в город вошли контрреволюционные войска, и концерт не состоялся (впрочем, существует недостоверное мемуарное сообщение о том, что произведения Сельмера и Пюньо были исполнены в Париже уже в марте).
Из других оркестровых сочинений важнейшие — «Северное торжественное шествие» (норв. Nordisk Festtog; 1876), «Карнавал во Фландрии» (норв. Karneval i Flandern; 1890), «Среди гор» (норв. Mellem Fjeldene; 1892) и «Прометей» (1898). Музыкальный словарь Римана характеризовал Сельмера как «крайнего композитора прогрессивного лагеря».

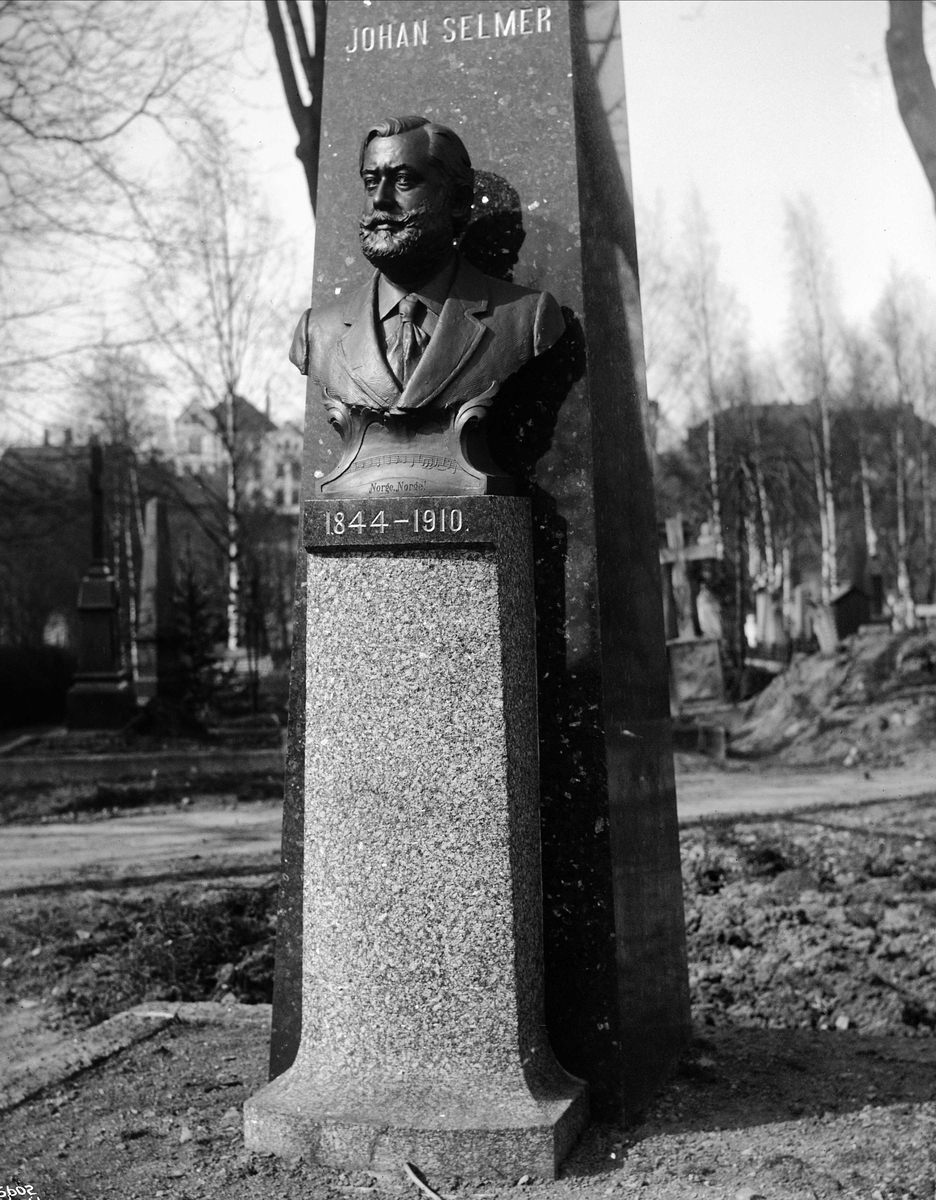
Надгробие Юхана Сельмера на Спасском кладбище в Осло

Симфонические, вокальные и хоровые сочинения Сельмера исполнялись во Франции во время Всемирных выставок 1889 и 1900 гг., вызывая одобрение французской критики: так, Оскар Кометтан оценил хор Сельмера «Дочь рыбака» (на слова Бьёрнстьерне Бьёрнсона) как «отлично написанный» и «приятный для уха».
«Карнавал во Фландрии» и «Прометей» записаны Филармоническим оркестром Осло под управлением Михаила Юровского (2006).